# Nice Little Penguins
Nice Little Penguins je dánské hudební trio, které se dostalo do povědomí písní Flying ze stejnojmenného alba a coververzí hitu Daydream Believer od The Monkees .

## Historie
K založení kapely došlo v roce 1983, zakládajícími členy byli Bo Feierskov a bratři Michael a Carsten Kolsterovi. Začínali jako doprovodná kapela dánské zpěvačky Ania Sandig a byli uvedeni u jejího singlu „Du Tænker“.
Později vystupovali jako duo pouze Bo a Michael, zatímco Carsten pracoval jako profesionální bubeník, až v roce 1987 se znovu spojili jako trio. Společný repertoár rozšířili o žánrovou směs jazzu, beatu či severských lidových písní.
Zhruba od začátku roku 1992 se profesionalizovali a začali si říkat Nice Little Penguins. Tímto neškodně znějícím názvem se chtěli distancovat agresivního postoje tehdejší rockové scény. Mezi vzory kapely jsou Beatles, The Police a Crowded House .

## Diskografie
- 1993: Beat Music (Replay Records RECD 6909)
- 1995: Flying (Rca Local, Sony BMG)
- 1997: World You Can Live In (Rca Local, Sony BMG)
- 2004: Free (South Pole Records CD-SPR0301, pouze v Dánsku)
- 2005: Hits, News & Live (RecArt Music R 60027-2, kompilace, pouze v Dánsku)
- 2008: Som En Rejse (CMC C 00246-2)
- 2012: Alarmingly Happy (Iceberg Records A/S / South Pole Records)
- 2014: Songs (That Didnt Make It) (Iceberg Records A/S / South Pole Records)
- 2021: Beat Music Vol. 2 (Turn It Over Records)

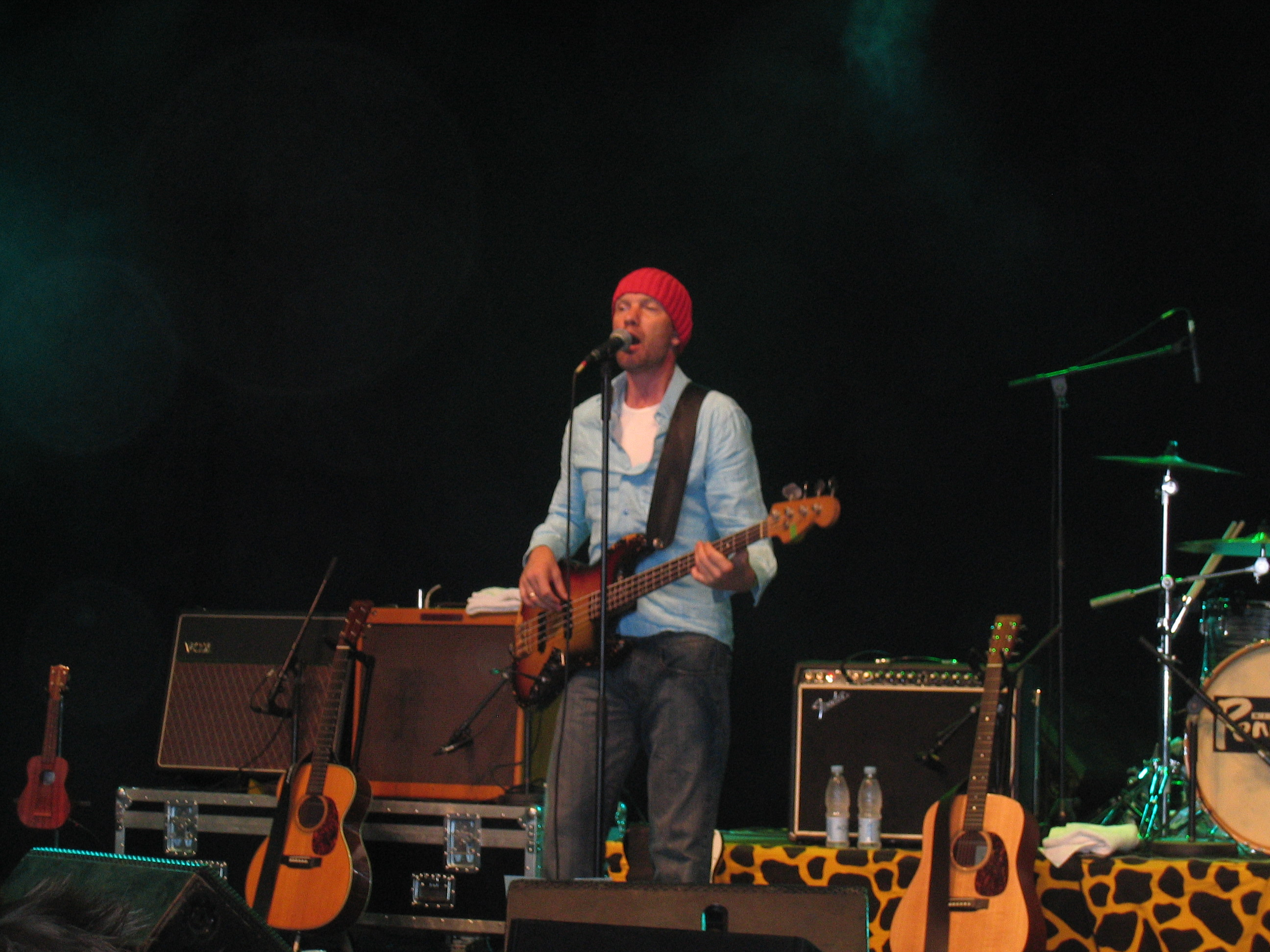
Bo Feierskov
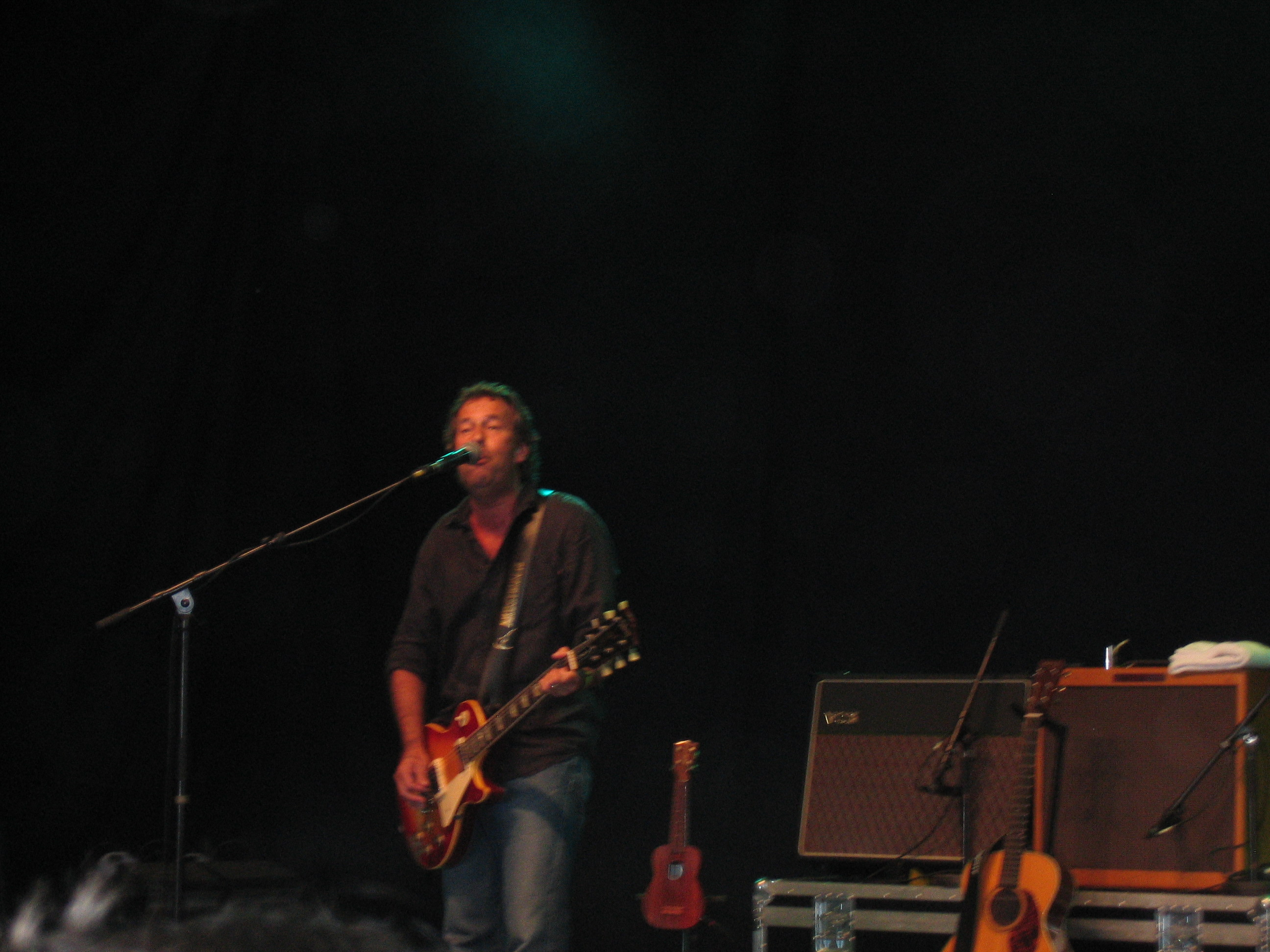
Michael Kolster
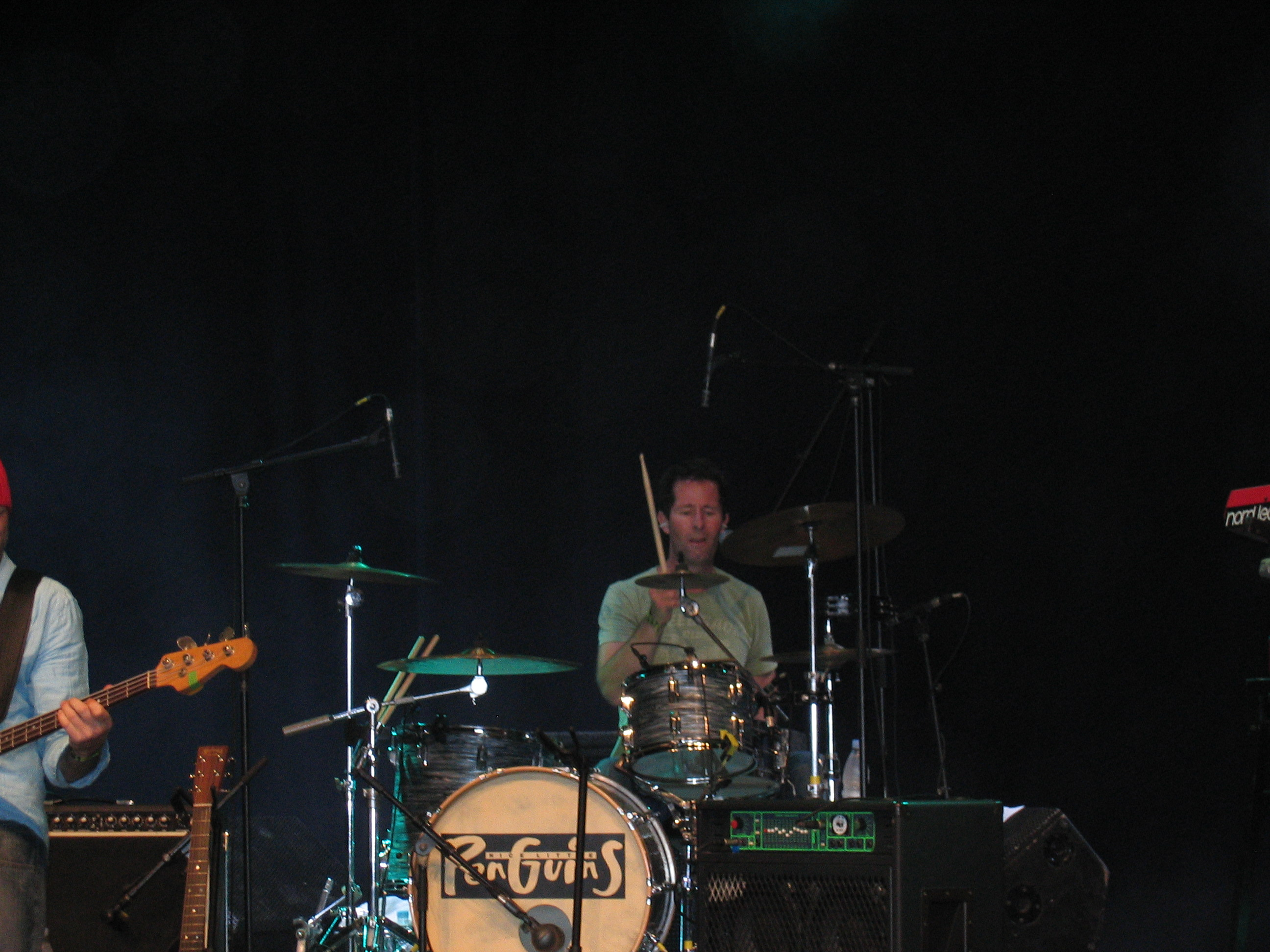
Carsten Kolster